# Magkeilfjorden
Magkeilfjorden (nordsamisk: Mahkilvuotna) er en fjord på nordsiden af Nordkinnhalvøen i Gamvik kommune i Troms og Finnmark fylke i Norge. Fjorden går  6 kilometer mod sydvest til Kobbvågen inderst i fjorden og ligger lige øst for Kinnarodden, det nordligste punkt i Norge og Europa på fastlandet.
Fjorden har indløb  mellem Magkeilspiret i nord og Smørbringen i syd. På nordsiden ligger Vesterbotn og på sydsiden Kobbvågen. 
Det er ingen bebyggelse ved fjorden.